# Le Surveillant général
Singles de Michel Sardou
Le Rire du sergent - Bonsoir Clara
(1971-1972) Un enfant
(1972)
Pistes de Danton
Un enfant
(11)
Le Surveillant général est une chanson de Michel Sardou parue sur l'album Danton en 1972 et sortie en single le décembre de la même année.

## Paroles
Sardou l'a écrite seul, bien qu'elle ait été composée par Jacques Revaux. Elle évoque ses souvenirs de pensionnaire interne au lycée et dénonce le comportement excessif de certains surveillants qui abusent de leur autorité sur les élèves. La chanson, qui parle également des dortoirs, montre la répression qui était établie envers tout acte sensuel, et notamment la masturbation (« Monsieur le surveillant [...] passait ses nuits à espionner [...] comment les jeunes étaient couchés, bien sur le dos, les bras croisés sur la couverture de laine - des fois qu'on aurait des idées ! - [...] »). Ces tabous entraîneraient ainsi, si l'on en croit la fin de la chanson, l'inhibition sexuelle à l'âge adulte.

## Classements

### Classements hebdomadaires
| Classement (1972-1973)                  | Meilleure position |
| --------------------------------------- | ------------------ |
| Belgique (Wallonie Ultratop 50 Singles) | 19                 |
| France (SNEP)                           | 8                  |

## Versionslive
La chanson a été intégrée aux concerts Olympia 75, Vivant 83, Zénith 2007 et Live 2013 - Les Grands moments à l'Olympia. Lors de cette dernière version, les paroles finales sont modifiées : « j'ai presque envie de lui confier qu'en ce temps-là, j'avais un surveillant des classes secondaires, mais ça la ferait rigoler » devient « j'ai presque envie de lui confier qu'en ce temps-là, j'avais un surveillant des classes secondaires, mais ça la ferait s'en aller ».

## Reprises
- Le 25 juin 1977, lors d'un Numéro 1 : spécial Michel Sardou produit par Maritie et Gilbert Carpentier, Serge Lama interprète le titre devant Sardou lui-même.